# Calamosternus stercorarius
Calamosternus stercorarius är en skalbaggsart som beskrevs av Étienne Mulsant och Claudius Rey 1870. Calamosternus stercorarius ingår i släktet Calamosternus och familjen Aphodiidae. Inga underarter finns listade.